# Bairisch Kölldorf
Bairisch Kölldorf est une ancienne commune autrichienne du district de Südoststeiermark en Styrie qui a été rattachée à la commune de Bad Gleichenberg le 1er janvier 2015.